# Aries Sánchez
Aries Sánchez (* 1. März 1996) ist eine venezolanische Leichtathletin, die sich auf den Weitsprung spezialisiert hat, aber auch im Sprint an den Start geht.

## Sportliche Laufbahn
Erste internationale Erfahrungen sammelte Aries Sánchez im Jahr 2012, als sie bei den Jugendsüdamerikameisterschaften in Mendoza mit einer Weite von 5,64 m die Silbermedaille gewann. Im Jahr darauf nahm sie an den Jugendweltmeisterschaften in Donezk teil, schied dort aber ohne einen gültigen Versuch in der Qualifikation aus. 2015 gewann sie bei den Juniorensüdamerikameisterschaften in Cuenca mit 6,00 m die Bronzemedaille und erreichte anschließend bei den Panamerikanischen Juniorenmeisterschaften in Edmonton mit 5,37 m Rang 13. 2017 belegte sie bei den Südamerikameisterschaften in Luque mit 5,83 m den achten Platz und im Jahr darauf wurde sie bei den Südamerikaspielen in Cochabamba mit 3,13 m Neunte, ehe sie bei den U23-Südamerikameisterschaften in Cuenca mit einem Sprung auf 6,42 m die Goldmedaille gewann.
2019 erreichte sie bei den Panamerikanischen Spielen in Lima mit 6,15 m den zwölften Platz im Weitsprung und belegte mit der venezolanischen 4-mal-100-Meter-Staffel in 44,73 s den sechsten Platz. Im Jahr darauf gewann sie bei den erstmals ausgetragenen Hallensüdamerikameisterschaften in Cochabamba mit einer Weite von 6,50 m die Silbermedaille hinter den Panamaerin Natalie Aranda.
2016 wurde Sánchez venezolanische Meisterin im Weitsprung sowie in der 4-mal-100-Meter-Staffel.

## Persönliche Bestleistungen
- 100 Meter: 11,40 s (−1,7 m/s), 10. Januar 2020 in Barquisimeto
- 200 Meter: 23,69 s (−1,2 m/s), 7. April 2018 in Mayagüez
- Weitsprung: 6,62 m (+0,4 m/s), 10. Januar 2020 in Barquisimeto (venezolanischer Rekord)
  - Weitsprung (Halle): 6,50 m, 1. Februar 2020 in Cochabamba